# Tratado de Niš (1923)
El Tratado de Niš (en búlgaro: Нишка спогодба; en serbio: Нишки споразум/Niški sporazum) fue un pacto firmado el 23 de marzo de 1923 entre el Reino de los Serbios, Croatas y Eslovenos y el de Bulgaria que obligaba a este a acabar con las operaciones de la Organización Interna Revolucionaria de Macedonia (OIRM) que se llevaban a cabo desde territorio búlgaro. Como resultado del Tratado de Neuilly-sur-Seine, Bulgaria se encontraba en una situación grave: había tenido que ceder territorio al Reino de los Serbios, Croatas y Eslovenos, a Grecia y a Rumanía, que limitar el ejército a veinte mil soldados y que acceder a pagar onerosas indemnizaciones bélicas a estos países. El tratado fue un intento de normalizar las relaciones entre Bulgaria y el Reino de los Serbios, Croatas y Eslovenos y obtener el apoyo de este a las reclamaciones búlgaras de Tracia occidental y la Dobruya meridional, pero la debilidad búlgara permitió a los yugoslavos limitar las negociaciones a cuestiones técnicas y a la lucha contra el OIRM.

## Tratado
El contenido del tratado se negoció en Niš entre el 1 y 17 de marzo de 1923. Una filtración permitió al OIRM enterarse de las conversaciones bilaterales. El tratado lo firmó Alejandro Stamboliski en nombre del Reino de Bulgaria, que se comprometió a acabar con las operaciones que la OIRM llevaba a cabo desde territorio búlgaro.
El tratado se hizo público el 7 de mayo de 1923 por orden del Consejo de Ministros de Bulgaria.

## Consecuencias
La OIRM había tomado medidas basándose en la información que se había filtrado durante la Conferencia de Niš, en la circular secreta 384; se creó una segunda organización subsidiaria en los distritos fronterizos con Macedonia. El plan del Comité Central era trasladar la organización subsidiaria y a sus miembros fuera de Bulgaria y así preservar la organización en caso de que el gobierno búlgaro tomara medidas represivas. Tres días después de que terminara la conferencia en Niš, Todor Aleksandrov tomó nuevas precauciones y preparó la documentación para crear una nueva estructura secreta llamada Organización Ferroviaria Secreta (OFS), otra organización subsidiaria de la OIRM.
La OIRM tuvo un papel destacado en el asesinato de Aleksandar Stamboliyski, al que culpaba por haber firmado el Tratado de Niš. Los asesinos también le cortaron la mano como gesto de repudio a la firma del tratado.